# 喜馬拉雅航空
喜马拉雅航空简称喜航，由西藏民航发展投资有限公司（西藏航空關連公司）和尼泊尔雪人航空（以雪人环球投资公司名義）共同投资设立，总部位于尼泊尔首都加德满都，公司以飞行安全为宗旨，致力于为旅客提供独具特色的服务，带旅客体验别样的喜悦之旅。公司企业文化/五项指导原则：安全第一、服务至上、团结一心、奋力拼搏、廉洁奉公。

## 機隊
截至2017年8月，喜瑪拉雅航空機隊如下：
| 機型             | 服役中 | 訂購中 | 載客量 | 載客量 | 載客量 | 備注 |
| 機型             | 服役中 | 訂購中 | C      | Y      | 總計   | 備注 |
| ---------------- | ------ | ------ | ------ | ------ | ------ | ---- |
| 空中巴士A320-200 | 3      | —      | 8      | 150    | 158    |      |
| 總計             | 3      | —      |        |        |        |      |

## 航點
| 城市     | 國家或地區 | 機場名稱           | 備註                 |
| 北京     | 中国       | 北京大兴国际机场   |                      |
| 青岛     | 中国       | 青岛胶东国际机场   |                      |
| 拉萨     | 中国       | 拉萨贡嘎国际机场   | 2023年12月28日起恢复 |
| 上海     | 中国       | 上海浦东国际机场   |                      |
| 重庆     | 中国       | 重庆江北国际机场   | 2020年10月28日起开通 |
| 吉隆坡   | 馬來西亞   | 吉隆坡國際機場     |                      |
| 达曼     | 沙特阿拉伯 | 法赫德国王国际机场 |                      |
| 加德滿都 | 尼泊爾     | 特里布万国际机场   | 樞紐機場             |
| 多哈     | 卡塔爾     | 哈马德国际机场     |                      |
| 杜拜     | 阿聯酋     | 杜拜國際機場       | [ 3 ]                |

## 外部連結
- 官方網站（页面存档备份，存于）（英文）